# وسمه جان
وسمه جان، روستایی از توابع بخش دیلمان شهرستان سیاهکل در استان گیلان ایران است.

## جمعیت
این روستا در دهستان پیرکوه قرار دارد و براساس سرشماری مرکز آمار ایران در سال ۱۳۸۵، جمعیت آن ۱۰۶ نفر (۳۳خانوار) بوده‌است.